# Nyokon (langue)
Pour les articles homonymes, voir Nyokon.
Le nyokon (ou fung, hung, ni nyo’o, nyo’on) est une langue bantoïde méridionale parlée dans la région du Centre au Cameroun, le département du Mbam-et-Inoubou, l'arrondissement de Makénéné, le village de Nyokon proprement dit.
Selon SIL International, « nyokon » est le terme français utilisé pour désigner la langue locale, car il n'y a pas encore de version standardisée de l'autonyme.
En 1956 on dénombrait 3 900 locuteurs.